# Amphiprion clarkii
Amphiprion clarkii är en fiskart som först beskrevs av Bennett, 1830.  Amphiprion clarkii ingår i släktet Amphiprion och familjen Pomacentridae. Inga underarter finns listade i Catalogue of Life.

## Bildgalleri

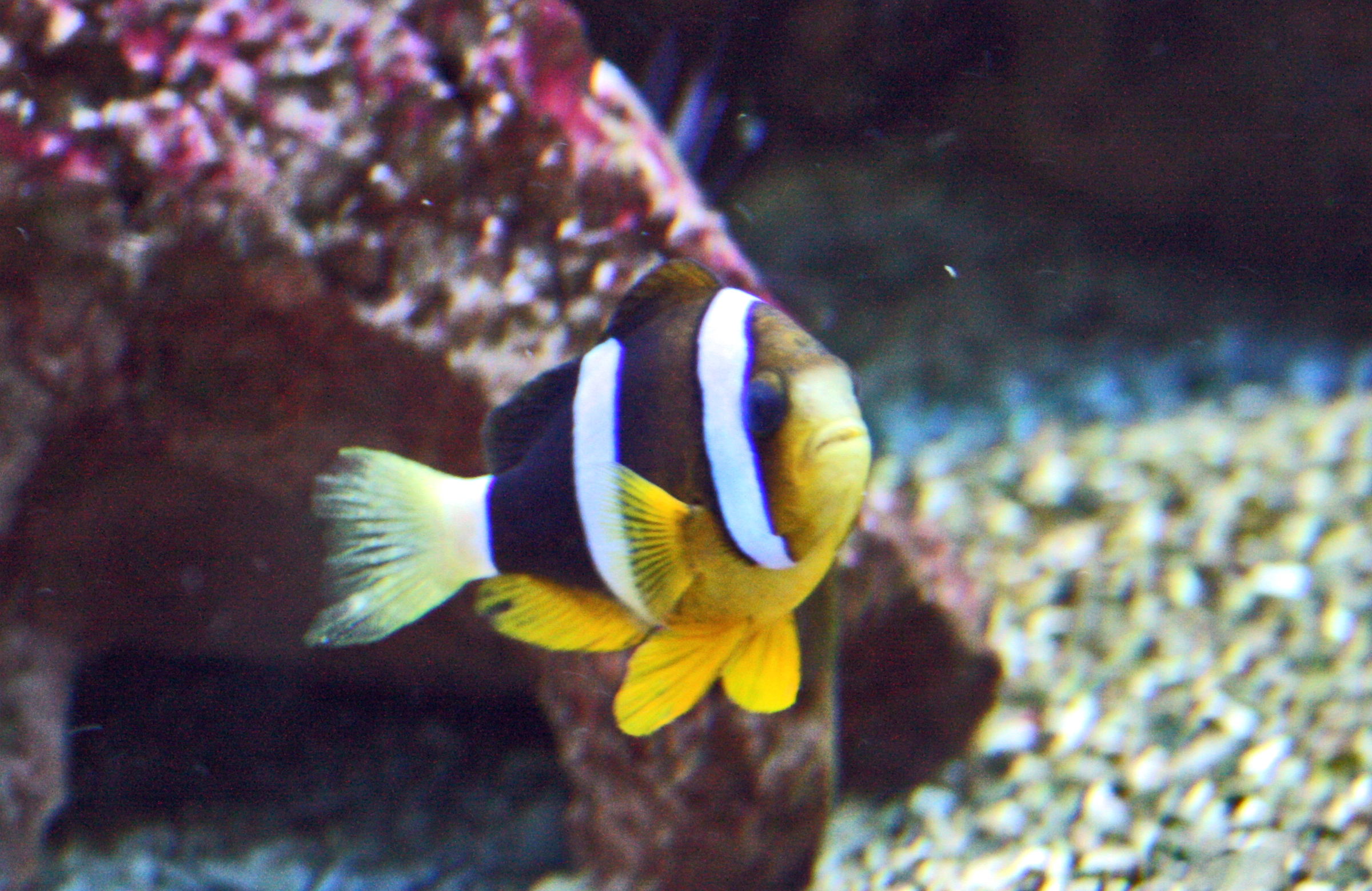
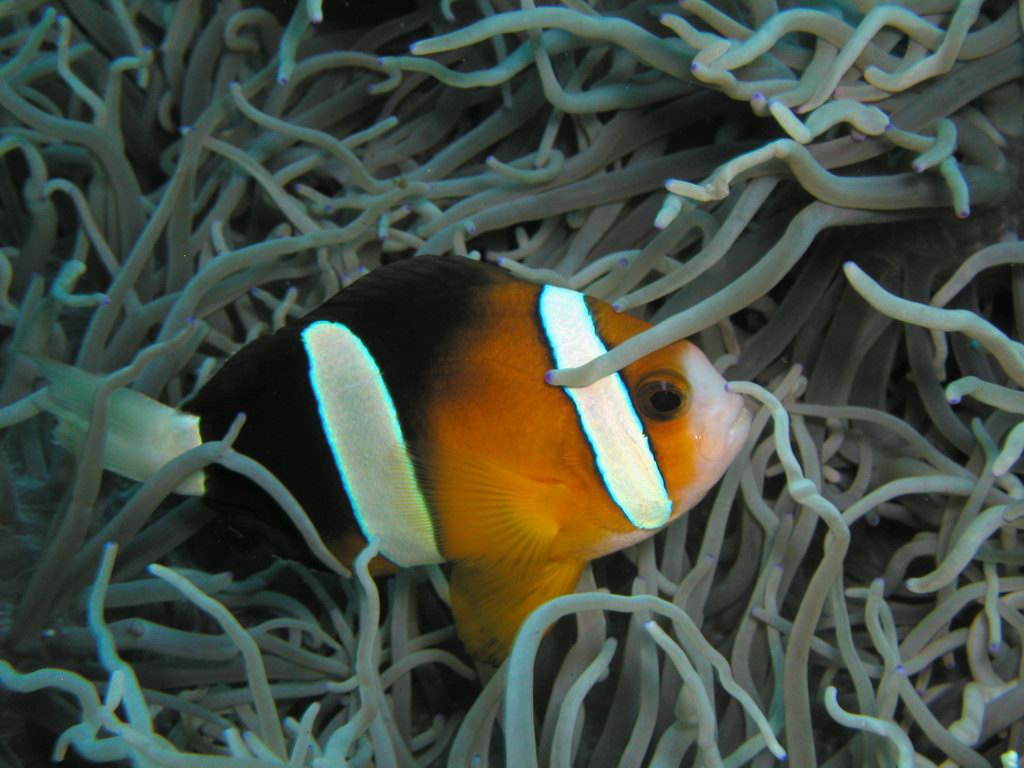
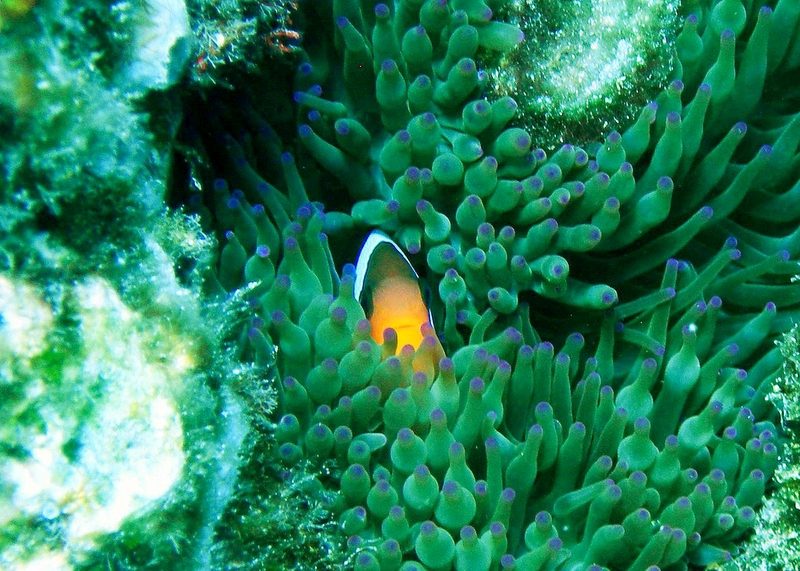
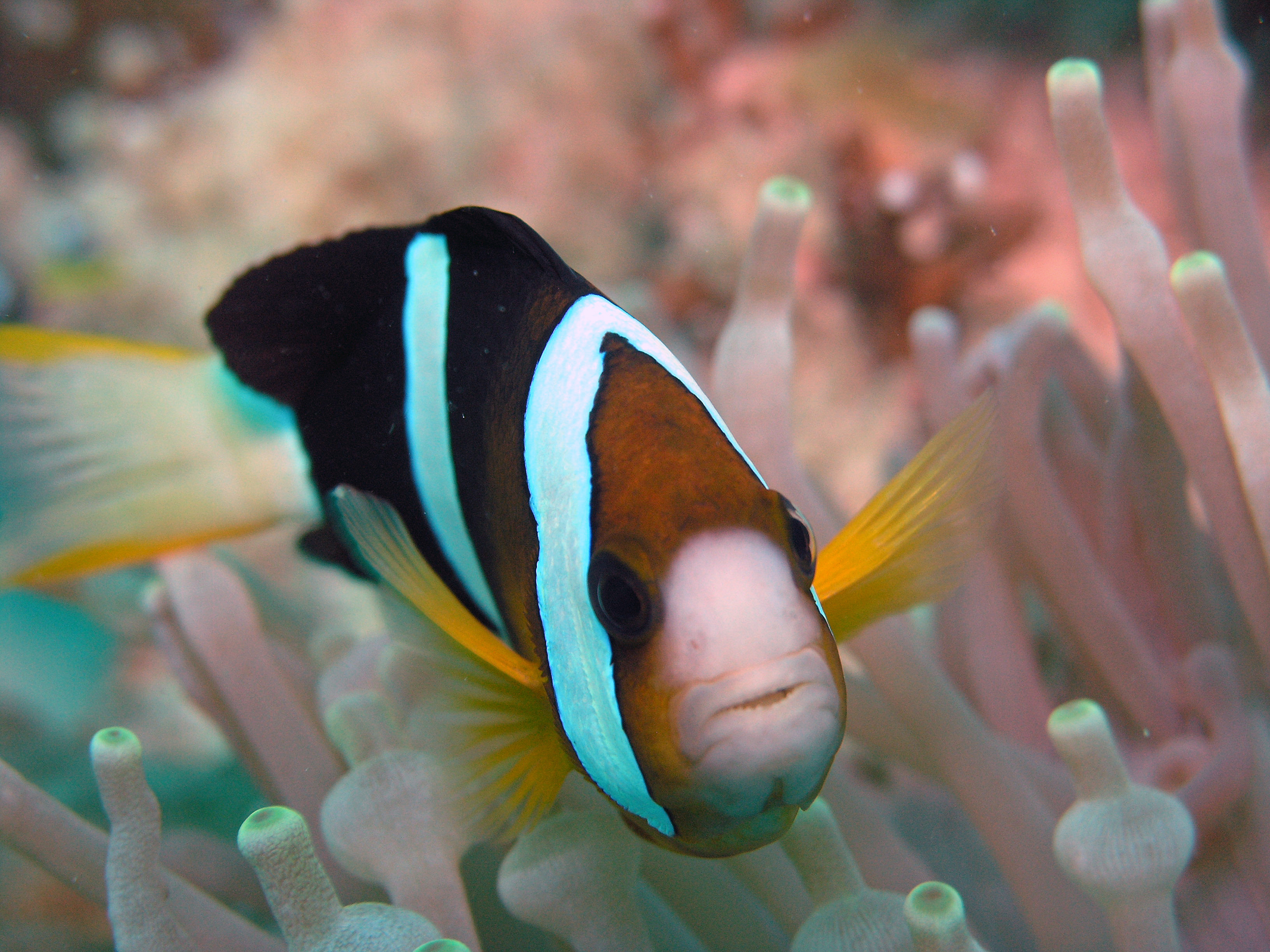
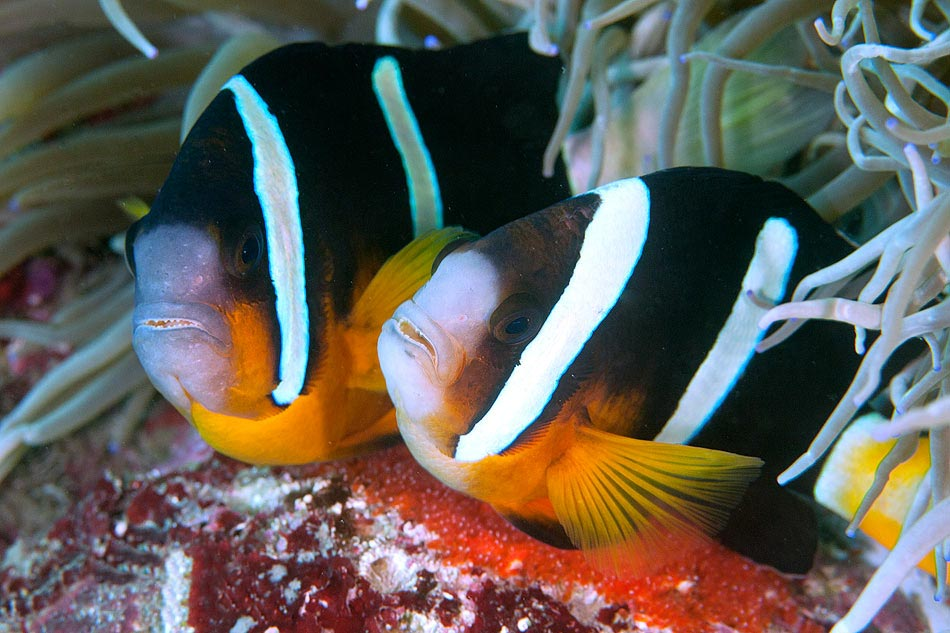
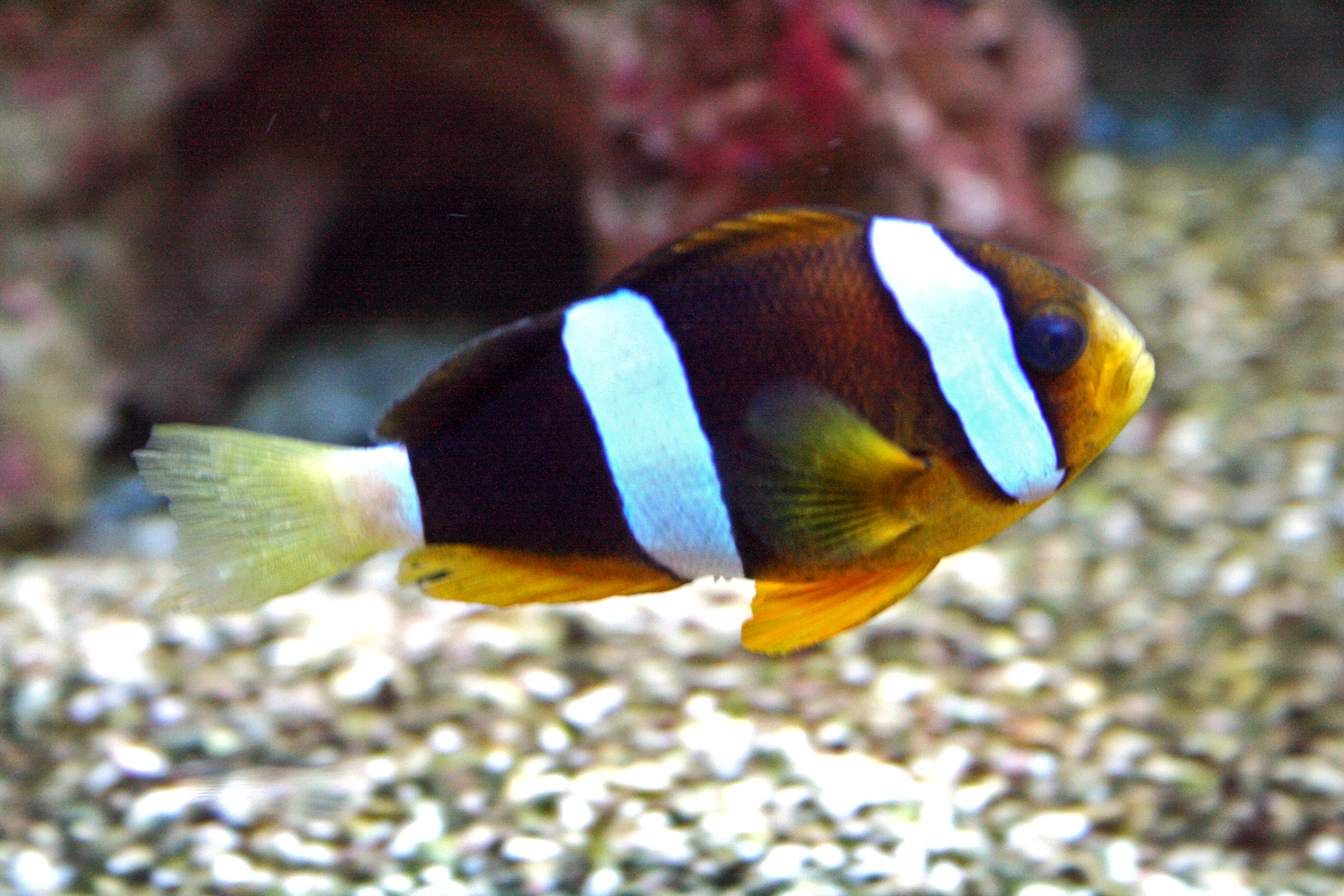